# 瀚纳仕
瀚纳仕（英語：Hays plc）是一家英国招聘和人力资源管理咨询公司。也是富时250指数成分股之一。

## 历史
创建于1867年的泰晤士河南岸，截止2018年，在全球34个国家和地区的262间办事处拥有11,700位员工。 

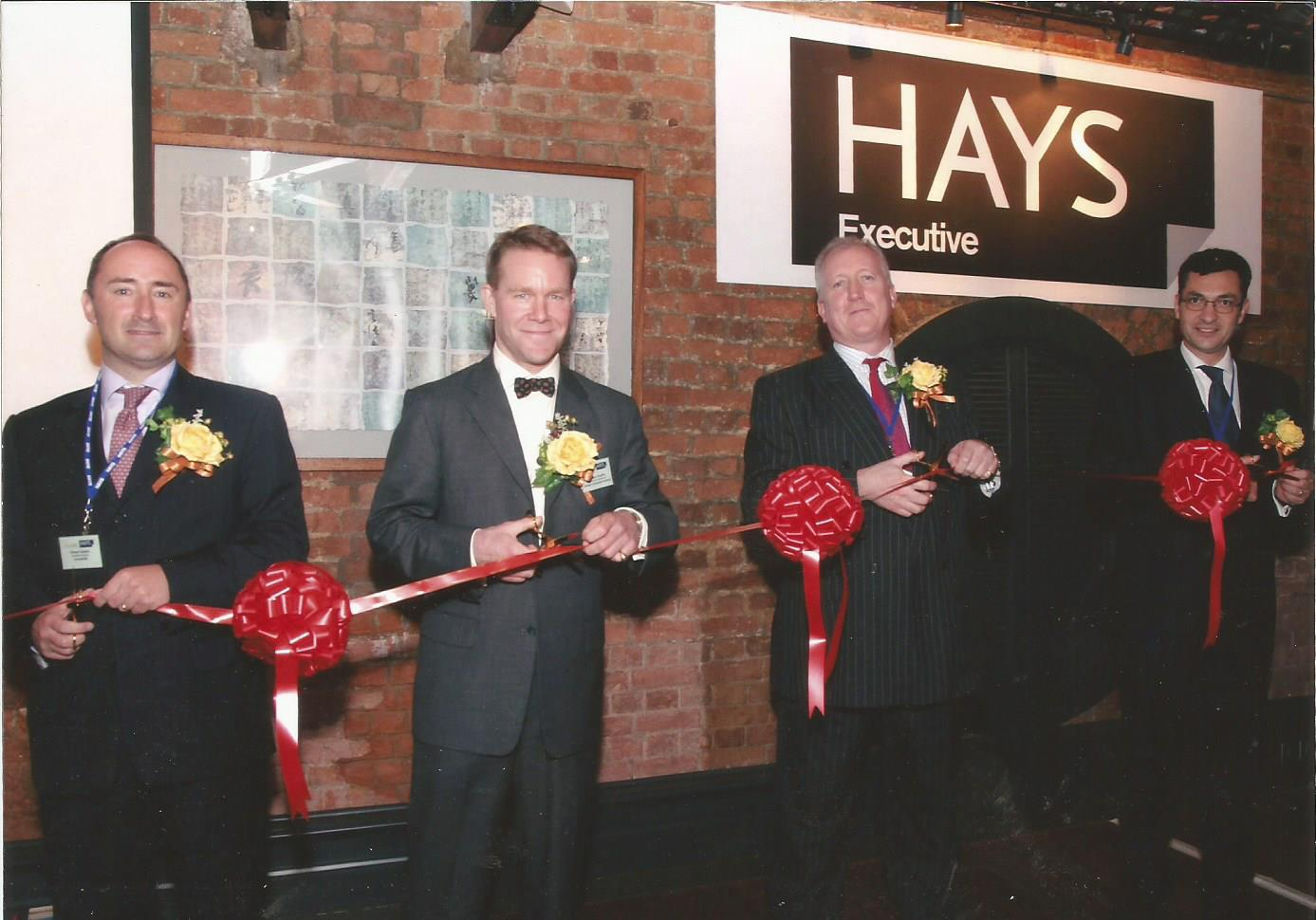
2006年6月香港外国记者会发布会